# Thrill up
「Thrill up」（スリル アップ）は、藤井フミヤの24枚目のシングル。2004年4月21日にソニー・ミュージックアソシエイテッドレコーズからリリースされた。

## 概要
1年振りのシングル。あいおい損害保険（現：あいおいニッセイ同和損害保険）CFソング。初盤はレーベルゲートCD2として発売。その後、CDｰDAで再発売。ライヴツアー「2004 JAILHOUSE PARTY」（6月19日～9月26日）チケット先行予約案内が封入。

## 収録曲
全曲作曲：藤井フミヤ・屋敷豪太　全曲編曲：屋敷豪太
1. Thrill up　-Venice Beach Version-（3:39）
作詞：小竹正人
2. Thrill up　-HOLLYWOOD  Version-（4:02）
作詞：小竹正人
3. 記憶　-Cloverfield Version-（5:51）
作詞：藤井フミヤ